# Cmentarz w Pomiechowie
Cmentarz w Pomiechowie – cmentarz parafialny-rzymskokatolicki w Pomiechowie w powiecie nowodworskim, w województwie mazowieckim, pomiędzy ulicą: Kościelną, Rybacką oraz Plażową, w bezpośrednim sąsiedztwie wsi Pomiechówek.
Na cmentarzu znajdują się zachowane nagrobki z początku XIX wieku. 

## Ważniejsze obiekty
- Kwatera żołnierzy poległych w bitwie nad Wkrą 14–15 sierpnia 1920 r.[1]
- Kwatera obrońców Fortu III z września 1939
- Grób działaczy podziemia niepodległościowego pomordowanych w latach 1943–1944
- W kwaterze zamordowanych na III Forcie w Pomiechówku w latach 1939–1945, działacze PPS i PPR są pochowani obok żołnierzy AK, bez względu na dzielące ich różnice polityczne.

## Znane osoby pochowane na cmentarzu
- Tadeusz Czekajło (1948–1993) – podpułkownik, pilot doświadczalny klasy „M”
- Zofia Dobrowolska (1891–1969) – nauczycielka, dyrektorka szkół
- Bronisław Dobrowolski (1911–1943) – ksiądz, wikariusz w parafii w Nasielsku, członek AK (kwatera wojenna)
- Jan Fabijański (1862–1930) – ksiądz kanonik katedralny, proboszcz parafii Pomiechowo
- Filip Fonder (1889–1950) – chorąży Wojska Polskiego, kawaler Orderu Virtuti Militari
- Janina Karłowicz (1907–1944) – żołnierz AK ps. „Amicis”, zamordowana przez nazistów 30 lipca 1944 r. (kwatera wojenna)
- Ignacy Kiliś (1904–1970) – proboszcz parafii Karczmińska
- Wacław Kiliś (1897–1944) – ochotnik wojny 1919–1920, żołnierz podziemia II wojny światowej, zamordowany w Forcie III w Pomiechówku, Kawaler Krzyża Walecznych
- Wojciech Kurpiewski (1966–2016) – kajakarz, srebrny medalista olimpijski z Barcelony (1992), medalista mistrzostw świata
- Kazimierz Majewski (1789–1831) – podpułkownik, dowódca „Czwartaków”
- Stanisław Muzal (1936–2008) – ksiądz kanonik, wieloletni proboszcz parafii w Górze
- Tadeusz Nikicin (1951–2019) – ksiądz kanonik, proboszcz parafii Zawidz Kościelny
- Jan Orliński (1911–1943) – I sekretarz KP PPR w Płocku (kwatera wojenna)
- Jan Przedmojski (1930–2022) – profesor Politechniki Warszawskiej
- Franciszek Skórnicki (1911–1939) – kleeberczyk, poległy w bitwie pod Kockiem
- Władysław Stępień (zm. 1940) – porucznik, ofiara zbrodni katyńskiej (grób symboliczny)
- Zygmunt Szewczykiewicz – sekretarz KP PPR w powiecie płockim w latach 1942–1943 (kwatera wojenna)
- Mieczysław Teodorczyk (1899–1944) – współorganizator Polskiej Organizacji Zbrojnej „Znak” i jej komendant na Kujawach, Ziemi dobrzyńskiej i Mazowszu (kwatera wojenna)
- Aleksander Uklański (1901–1990) – profesor Politechniki Warszawskiej
- Józef Zaremba (1869–1937) – ksiądz kanonik, proboszcz parafii Pomiechowo
- Jerzy Żytecki (1920–1981) – profesor, dziekan Wydziału Technologii Drewna SGGW w Warszawie, w latach 1969–1978